# Rock al Parque 1995
Rock al parque 1995 fue la primera edición del festival internacional de rock, se llevó a cabo en la ciudad de Bogotá, Colombiaen el año 1995. El primer festival Rock al Parque se realiza del 26 al 29 de mayo en el parque municipal. Participan 43 bandas nacionales como Aterciopelados, Morfonia, 1280 Almas, Catedral y La Derecha. El cartel internacional lo conforman Fobia y Seguridad Social. Más de 120 agrupaciones de distritales atienden el llamado.
Más de 80 mil personas asisten al festival. Solamente en esta versión se cobra boletería para el ingreso.

## Cartel de presentaciones
- Viernes 26 de mayo

| Parque Simón Bolívar | Parque Olaya Herrera            |
| -------------------- | ------------------------------- |
| VÉRTIGO              | BRUMA SÓLIDA                    |
| DANNY DODGE          | AFRE                            |
| WHY SIX              | RADIESTESIA                     |
| MR. CROWLEY          | ZIGMA                           |
| LA CORTE             | K´NUTO POWERTRIO                |
| LEIT MOTIV           | YURI GAGARIN Y LOS CORRECAMINOS |
| 1280 ALMAS           | CATEDRAL                        |
| FOBIA                | ATERCIOPELADOS                  |

- Sábado 27 de mayo

| La Media Torta   | Parque Simón Bolívar |
| ---------------- | -------------------- |
| TABORA DEBORA    | EL ZUT               |
| MINGA MENTAL     | NUEVE                |
| CABEZA DE JABALI | ESTRATO SOCIAL       |
| SEX              | LA GIGANTA           |
| HADES            | LOS CHEACLES         |
| EX- 3            | CIEGOS SORDOMUDOS    |
| CARPE DIEM       | MARLO HÁBIL          |
| DARKNESS         | SEGURIDAD SOCIAL     |

- Domingo 28 de mayo

| La Media Torta | Parque Simón Bolívar |
| -------------- | -------------------- |
| Acutor         | Tom Abella           |
| Insania        | La sonora caníbal    |
| Kilcrops       | N.P.I.               |
| Sangre Picha   | Morfonia             |
| Leishmaniasis  | Sociedad Anónima     |
|                | Monóxido             |
|                | Bajo Cero            |
|                | La Derecha           |
|                | Fobia                |

- Lunes 29 de mayo

|   | Plaza de Toros   |
| - | ---------------- |
| 1 | Agony            |
| 2 | Catedral         |
| 3 | Marlo Hábil      |
| 4 | 1280 Almas       |
| 5 | La Derecha       |
| 6 | Aterciopelados   |
| 7 | Seguridad Social |
| 8 | Fobia            |

## Datos
- Escenarios:

Estadio Olaya Herrera, La Media Torta, Parque Simón Bolívar, Plaza de Toros la Santa María
- Asistencia:

Más de 80 mil personas
- Lema:

ninguno